# Abū Sa‘īd al-Kharrāz
 (mars 2011).
Abū Sa‘īd al-Kharrāz, le « savetier » a, comme nom d’origine, Ahmad b. ‘Isa, il naquit à Bagdad où il vécut. Il eut pour maîtres Dhū-n-Nūn, Sarī Saqatī et Bishr Hāfī. Il fut un grand docteur de son temps ; selon ‘Attār, « il était si consommé dans la science qu’il avait composé un grand nombre d’ouvrages » (Le Mémorial des saints, p. 269). Ibn ‘Arabī le comptait parmi les Gens du Blâme et avait pour lui le plus grand respect. On dit que ce serait lui qui aurait, le premier, traité publiquement de la doctrine de l’« extinction » (fanā’) et de la « permanence » (baqā’). Il mourut en 899.